# Kalat Dżabir
Kalat Dżabir (Qal'at Ja'bar, Qal'at Jābir, Caber Kalesi) – zamek położony na wyspie na jeziorze Al-Asad w Syrii. Zamek jest połączony z brzegiem jeziora za pomocą wąskiej grobli. Pomimo że obszar zajmowany przez zamek był ufortyfikowany już w VII w., to obecne zabudowania zostały wzniesione przez Nur ad-Dina począwszy od 1168. Zamek stanowił turecką eksklawę w latach 1921-1973.

## Architektura
Zamek ma wymiary 370 m na 170 m. Mury zostały zbudowane z kamienia z 35 bastionami wokół skalnego rdzenia. Zamek jest częściowo otoczony przez suchą fosę. Kalat Dżabir został wzniesiony na planie zbliżonym do owalu i bardzo przypomina dużo lepiej zachowaną cytadelę Aleppo. Do budowy górnych części zamku jako materiału użyto cegły. Wewnątrz znajduje się minaret pochodzący zapewne z czasów Nur ad-Dina, który stanowi najwyższy element zamku.